# Франтішек Вентура
Франтішек Вентура (František Ventura, 27 жовтня 1895 — 2 грудня 1969) — чехословацький вершник.
Олімпійський чемпіон 1928 року в індивідуальному конкурі.